# Сарпаніт
Сарпаніт, Сарпаніта, Сарпаніту — богиня в аккадській міфології. Як божественна дружина Мардука і мати Набу, була видатною богинею Вавилона і вшановувалась у цьому місті в одному з ним храмі. Під ім'ям Еруа вона також була богинею вагітності та народження дітей.
Входила до складу сімки великих богів вавилонського пантеону. Кожному з них було присвячено місто, храм, небесне світило та день тижня. Вважалася покровителькою міста Урука, їй був присвячений храм Еанна і відповідали планета Венера і п'ятниця.
У головному храмовому комплексі стародавнього Вавилону Есагіла їй була присвячена капела Кахілісуд.
Згадується у зведенні законів Хаммурапі:
|  | Пригноблена людина, яка здобуде судову справу, нехай підійде до мого, царя справедливості, зображення, нехай змусить прочитати мій написаний пам'ятник, нехай він почує мої дорогоцінні слова, а мій пам'ятник нехай покаже йому його справу, нехай побачить своє рішення, нехай заспокоїть своє серце і нехай із силою скаже: «Хаммурапі-де владика, який є для людей ніби рідним батьком, він схилився перед велінням Мардука, його владики, і здобув перемоги Мардука на півночі та на півдні, серце Мардука, його владики, він задовольнив і влаштував людям благоденство навіки, а країну вправив за справедливістю!», і нехай він від щирого серця благословить мене перед Мардуком, моїм володарем, і Сарпаніт, моєю володаркою. Бог-охоронець, богиня-охоронець, боги, що вступають в Есагілу, і цегла Есагіли нехай щодня схвалюють мої помисли перед Мардуком, моїм володарем, і Царпаніт, моєю володаркою. |

У різні періоди історії Межиріччя називалася також Іштар та Белліт (дружина Біла).